# Павел (де Баллестер-Конвальер)
Епи́скоп Па́вел (исп. Obispo Pablo, в миру Франци́ско де Ба́ллестер-Конвалье́р, исп. Francisco de Ballester-Convallier; 3 июля 1927, Барселона — 31 января 1984, Мехико) — архиерей Константинопольской православной церкви, епископ Назианский, викарий Архиепископии Северной и Южной Америки, управляющий приходами Константинопольского патриархата в Мексике (1970—1984).

## Биография
Родился в 1927 году в Барселоне в каталонско-арагонской семье, его отец был банкиром, а мать — хирургом.
Первоначальное богословское образование получил в монастырской школе при обители капуцинов де Саррья, находящейся недалеко от Барселоны, перейдя затем в качестве послушника в монастырь того же ордена, в Ареньс-де-Маре.
Обстоятельства его перехода в православие были подробно описаны в статье «Почему я отказался от папизма», опубликованной в журнале «Кивот» в июле и декабре 1953 года.

Пока я приводил в порядок старые тексты, касающиеся Инквизиции, я попал на один материал, датирующийся 1647 годом, который сильно меня впечатлил. Этот текст представлял собой решение Инквизиции, согласно которому она считала еретиком любого христианина, который имеет дерзость верить, принимать или проповедовать, что признает апостольскую истинность апостола Павла. Эта изумительная находка оказалась непосильной для моего ума. Я сразу же попытался себя успокоить, что это какая-то печатная ошибка или фальсификация — частое явление в Западной церкви во время написания этих текстов. Однако мое смущение и недоумение усилились, когда после дополнительных исследований я убедился, что это решение Инквизиции — неподдельное. <…> Это, однако, поставило меня в серьёзное противоречие с собственной совестью. Лично для меня было немыслимым принять, что апостол Павел был зачёркнут и поставлен под какую бы то ни было папскую власть. <…> Так впервые в жизни я был поставлен перед жестокой дилеммой. Как нужно поступить? С одной стороны были Библия и Священное Предание, а с другой — учение Церкви.
При наступившем смущении в моей душе я обратился к моему исповеднику и чистосердечно описал ситуацию. <…> Сперва он немного задумался, так как очевидно ему было трудно найти убедительный ответ. Но затем сказал мне то, что, признаюсь, вызвало во мне недоумение: «Библия и отцы повредили твою мысль, чадо моё. Оставь и одно, и другое и сосредоточься на непогрешимом учении Церкви и не позволяй себе становиться жертвой подобных мыслей. Никогда не позволяй сотворённым Богом, какими бы они ни были, смущать твою веру в Бога и в Церковь».
Он изрёк свой ответ уверенным тоном, что еще больше смутило меня. Я всегда был убежден, что именно Слово Божие никогда не может быть оставлено в стороне. Не ожидая реакции с моей стороны, мой исповедник продолжил: «Вместо этого я тебе дам перечень известных авторов, в творчестве которых ты найдешь успокоение и поддержку твоей веры». Затем он спросил нет ли у меня вопроса «интереснее» и на этом разговор закончился.

Однако внимательное чтение предложенной литературы и изучение католического богословия окончательно убедило его в ложности учения о папе римском.
После этого Пабло прервал своё образование и пользовался временем, предоставленным ему Орденом, чтобы уединяться в своей келье и предаваться размышлениям. Месяцами по непосредственным апостольским и святоотеческим источникам он изучал структуру и организацию ранней Церкви. Как он отметил: «Мои тяжелое состояние духа подорвало мои силы и изменило практически мой образ жизни, что стало очевидным для всех». В итоге после долгих раздумий он пришёл к выводу, что «духовная жизнь в лоне папской Церкви подвергает меня риску». После этого он оставил монастырь и вскоре объявил, что больше не является членом Римской церкви.
Уход из папизма приобрёл широкую известность в католической среде и получил поддержку со стороны представителей испанских и французских протестантских кругов. При этом он получал множество анонимных писем с оскорблениями и угрозами, где он обвинялся в разжигании антипапских настроений и подталкивании своим примером к «вероотступничеству» католических духовников, которые «всё ещё не ступили на здоровую догматическую основу».
После этого Пабло вынужден был уехать из Барселоны и поселиться в Мадриде, где он был принят членами англиканской церкви. Через них он установил контакт со Всемирным советом Церквей. После проповедей в англиканских храмах многие люди проявляли желание познакомиться, обсудить с Пабло различные церковные вопросы. Так возле него стал собираться все более широкий круг людей, большинство которых были антипапистами.
В то же время он пообщался и православными христианами. Получив во Всемирном совете церквей информацию о наличии и жизни православных на Западе, начал приобретать книги на русском и греческом языках, журналы из Лондона и Берлина, а также некоторые известные произведения архимандрита Венедикта (Каценавакиса), написанные в Неаполе. Все это способствовало росту его интереса к Православию. Наконец Пабло начал вести переписку с одним православным архиереем, благодаря чему окончательно освободился от всех предубеждений в отношении Православия и приобрёл «объективный духовный взгляд», а также пришел к заключению, что его отрицательная точка зрения на папизм полностью совпадает с церковными позициями Православия. Тот же архиерей дал совет прочитать книгу протоиерея Сергия Булгакова «Православие», а также трактат с аналогичным заглавием митрополита Серафима.

В этих книгах я открыл себя. С каждой прочитанной страницей моя совесть испытывала огромное облегчение. Для меня стало совершенно ясно, что Православное учение исполнено глубокой мудростью и чистым евангельским духом, а православные христиане — единственные христиане, которые продолжают веру христиан из катакомб и отцов Церкви Золотого века. Только они могут со святым дерзновением произнести отеческие слова: «Веруем в наследованное от апостолов».

Приехав в Грецию, перешёл в Православие. Затем поступил на богословский факультет Афинского университета.
В 1953 году епископом Рогонским Дионисием (Псарианосом) был рукоположён в сан иеродиакона, а 26 июня 1954 года епископом Марафорским Хризостомом — в иеромонаха. В том же 1954 году возведён в сан архимандрита и направлен на служение в Константинополь. Некоторое время являлся профессором богословия и часто принимал участие в официальном православно-католическом диалоге.
В 1959 году он получил греческое гражданство и переехал на американский континент, чтобы окормлять общины Константинопольского Патриархата в Мексике, Центральной Америке, Карибском бассейне, Багамских островах, Венесуэле, Колумбии и Эквадоре.
10 февраля 1970 года Священный Синод Константинопольского Патриархата под председательством Патриарха Афинагора избрал его викарным епископом Архиепископии Северной и Южной Америки с титулом Назианский.
15 марта 1970 года в Свято-Троицком кафедральном соборе в Нью-Йорке иерархами Константинопольского Патриархата во главе с архиепископом Иаковом (Кукузисом) он был рукоположен в титулярного епископа Назианского.
В 1973 году вместе с рядом интеллектуалов основал Институт греческой культуры (Instituto Cultural Helénico).
Был образован, владел греческим, испанским, каталонским, французским, итальянским, английским, латинским и португальским языками.
Был застрелен 31 января 1984 года в Мехико в возрасте 56 лет отставным 70-летним офицером Рафаэлем Романом Мондраго, перенесшим ранее операцию на головном мозге. После покушения на епископа Мондраго застрелился.
Его отпевание и похороны возглавил архиепископ Американский Иаков (Кукузис), который восхищался исключительной ревностью и постоянством в деле епископа Павла.

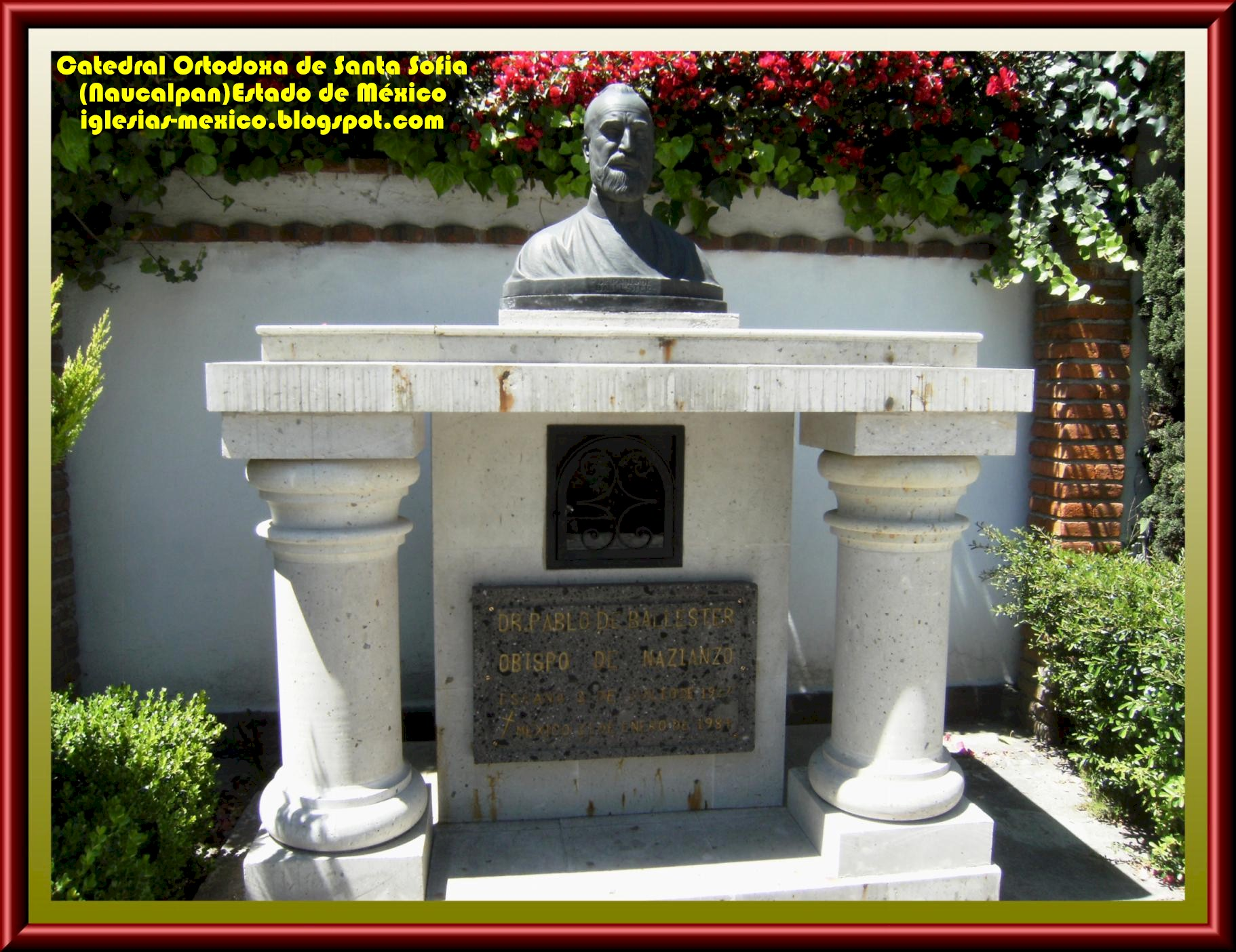
Паматник епископу Павлу

В 2006 году во время своего посещения Мексики Патриарх Константинопольский Варфоломей распорядился перенести в Константинополь мощи покойного епископа Назианского Павла и положить рядом с мемориальной доской, посвященной его памяти, в переднем дворе кафедрального храма Святой Софии, построенного этим архиереем.

## Сочинения
- «El Concilio de Elvira». Cartagena, España, 1949.
- «Objectivisme et Subjectivisme Dans la Vie Religieuse». Marseille, 1949; Barcelona, 1959.
- «Nuestro Dios, Vuestro Dios y Dios». Barcelona, 1951.
- «L’interpretation du „Primatus Petri“ chez les Peres Occidentaux». Marseille, 1951.
- «Los Pasajes Evangelicos Del Primado y su Interpretacion Patristica». Madrid, 1951.
- «Relations des Eglises Iberiques Avec L’Eglise Nord Africaine des St. Cyprien Jusqu’a St. Augustin». Marseille y Lisboa, 1952.
- «Los Catalanes en la Acropolis Durante el Siglo XIV», Atenas, 1953.
- «El Cristianismo Oriental Visto por un Occidental». (на греческом). Atenas, 1954. Traducción italiana, por el Dr. Benedicto Katsanevakis: Napoles, 1955. Traducción árabe, por el Archimandrita Ignacio Fourzoli: Alejandría, Egipto y Heliópolis, Egipto, 1957.
- «Historia Critica del Cristianismo». (на греческом). Volúmenes I y II: Atenas, 1954; Volúmenes III y IV: Atenas, 1955; Volúmen V: Atenas, 1956.
- «Un Interesante Incidente Durante la Persecucion de Decio». (на греческом). Fascículo Mitele, Grecia, 1959.
- «Diccionario de Mitologia Cristiana». Tomo I Atenas, 1961 Tomo II Atenas, 1962.
- «La Sagrada Liturgia de San Juan el Crisostomo». México, D.F. 1961.
- «Algunas Consideraciones Respecto a la Didactica y Pronunciacion del Griego Clasico». En: Anuario de Pedagogía de la Facultad de Filosofía y Letras de la U.N.A.M., año 1964, págs. 73’84.
- «Hipolito», de Eurípides, traducción castellana en versión libre con prologo y notas. Edición del Instituto Cultural Helénico. México, D.F., 1974.
- «Electra», de Eurípides, traducción castellana en versión libre edición del Instituto Cultural Helénico. México, D.F., 1976.
- «S.T.S. Athenagoras I,» México 1973, Facsimil
- «MI Conversion a la Ortodoxia» (на греческом) Atenas 1958